# Boa Esperança (kommun i Brasilien, Minas Gerais, lat -21,08, long -45,62)
Boa Esperança är en kommun i Brasilien.   Den ligger i delstaten Minas Gerais, i den sydöstra delen av landet, 600 km söder om huvudstaden Brasília. Antalet invånare är 38 509.
Följande samhällen finns i Boa Esperança:
- Boa Esperança

Omgivningarna runt Boa Esperança är huvudsakligen savann. Runt Boa Esperança är det ganska glesbefolkat, med 43 invånare per kvadratkilometer.